# Rạn nhân tạo

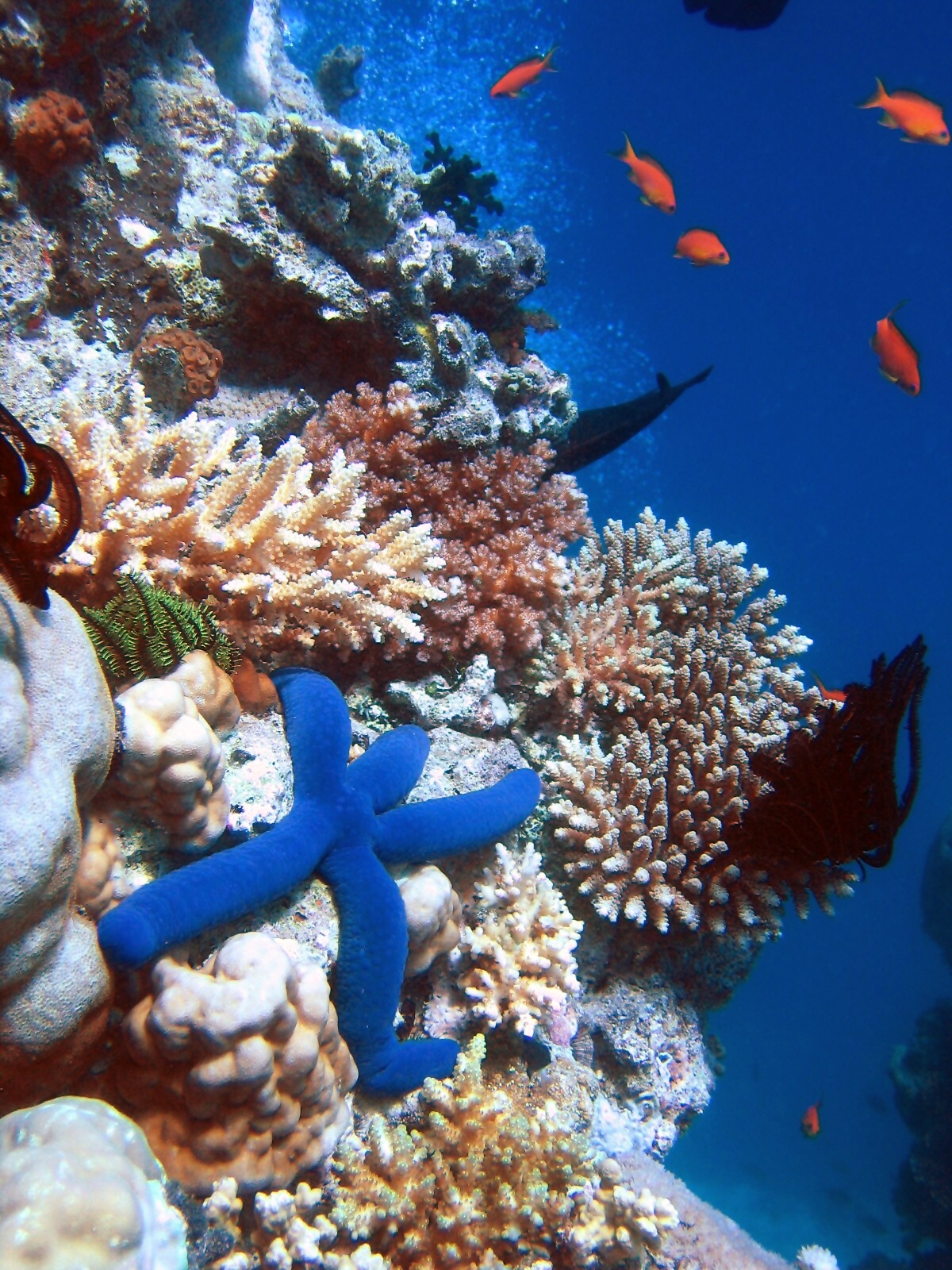
Một rạn san hô nhân tạo thu hút các loài thủy sinh định cư.

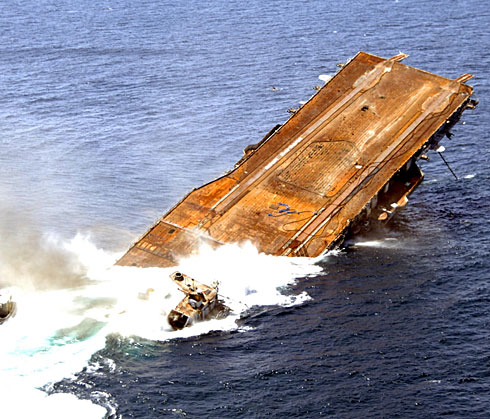
Một tàu sân bay của Hải quân Hoa Kỳ được sử dụng làm rạn san hô nhân tạo ở vịnh Mexico năm 2006.

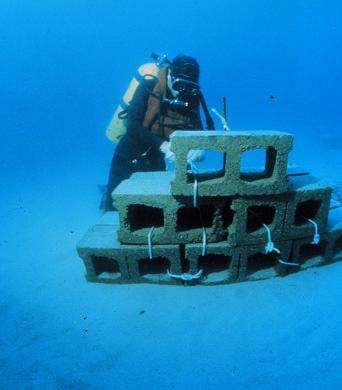
Cấu trúc một khối rạn nhân tạo bằng bê tông

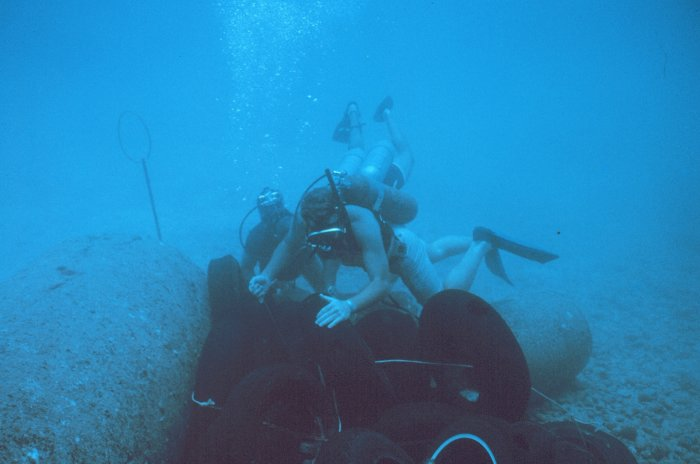
Thi công rạn nhân tạo

Rạn nhân tạo (tiếng Anh: Artificial reef) là một tập hợp của bất kỳ các chất hay vật liệu nào đó được thả xuống đáy biển nhằm tăng cường hoặc bổ sung nơi cư trú cho cá, các loài hải sản khác sinh sống và phát triển.
Rạn nhân tạo là nơi cư trú (hay ngôi nhà) dưới đáy biển của động vật thủy sinh; được con người xây dựng bằng những vật liệu tự nhiên và thả xuống đáy biển làm thay đổi địa hình, môi trường… theo hướng thuận lợi cho các loại động vật thủy sinh cư trú, phát triển.
Rạn nhân tạo là nơi trú ẩn cho ấu trùng và sinh vật biển trưởng thành, là điểm tập trung, nơi kiếm ăn và bãi đẻ của nhiều loài hải sản; đóng vai trò đẩy mạnh việc phục hồi các rạn tự nhiên vì tạo ra các giá thể mới cho ấu trùng san hô bám và nơi cư trú cho các nhóm sinh vật khác. 
Xây dựng rạn nhân tạo là một giải pháp kỹ thuật được sử dụng để bảo vệ và phát triển nguồn lợi thủy sản ven biển, nâng cao hiệu quả khai thác xa bờ, hạn chế cường lực khai thác ven bờ và chống đánh bắt bất hợp pháp.

## Lịch sử
Trên thế giới, Rạn nhân tạo được sử dụng từ rất sớm với nhiều mục đích khác nhau: trị thủy, chống giặc ngoại xâm…. Việc sử dụng rạn nhân tạo vào phát triển nguồn lợi thủy sản được Nhật Bản bắt đầu từ những năm 1600. Sau một thời gian xây dựng rạn san hô nhân tạo bằng cao su và đá tảng để trồng tảo bẹ, người Nhật đã phát hiện ra rằng ngoài tảo bẹ phát triển thì mật độ cá ở vùng thả rạn tăng lên theo thời gian và đây cũng là nền tảng cho việc phát triện rạn nhân tạo để bảo vệ và phát triển nguồn lợi thủy sản. 
Tuy nhiên, việc nghiên cứu, ứng dụng rạn nhân tạo được phát triển từ những năm 1970, cho đến nay đã có gần 50 quốc gia và vùng lãnh thổ trên thế giới ứng dụng công nghệ này để bảo vệ, tái tạo, phát triển nguồn lợi thủy sản.
Đến nay, các nhà khoa học trên thế giới đã tổ chức 9 Hội nghị quốc tế về rạn nhân tạo và môi trường sống của các loại thủy sinh (International Conference on Artifi cial Reefs and Related Aquatic Habitats - CARAH). Hội nghị lần thứ Nhất vào năm 1974 tại Houston - Texas - Hoa Kỳ và Hội nghị lần thứ Chín năm 2011 tại Curitiba - PR – Brazil.

## Tình hình ứng dụng rạn nhân tạo

### Nhật Bản
Nhật Bản đã nghiên cứu và ứng dụng rạn tạo từ thế kỷ thứ 18.
Rạn nhân tạo được xây dựng cho cả vùng ven bờ để phát triển nguồn lợi hải sản nhỏ, cá chưa trưởng thành thông qua cải thiện chất lượng môi trường nước và hạn chế các nghề đánh bắt mang tính hủy diệt. Đến năm 2000, Nhật Bản đã lắp đặt 644 rạn nhân tạo với quy mô khoảng 5 triệu m3, bao phủ trên 12% diện tích đáy biển ở vùng nước ven bờ. Ngoài ra, Nhật Bản con xây dựng các rạn nhân tạo các khu xa bờ nhằm tập trung các đàn cá đại dương để nâng cao hiệu quả đánh bắt cho các tàu thuyền.

### Thổ Nhĩ Kỳ
Thổ Nhĩ Kỳ nghiên cứu ứng dụng rạn nhân tạo từ năm 1989.  Sau 8 năm thực hiện, nước này đã xây dựng 08 vùng rạn nhân tạo với diện tích khoảng 1.500m3, và thành phần loài cá ở vùng rạn nhân tạo tăng lên khoảng trên 40%, môi trường sống được cải thiện và sinh kế của ngư dân ổn định. 

### Anh
Anh đã xây dựng rạn nhân tạo từ năm 1984, đến nay đã lắp đặt khoảng 35.000 đơn vị rạn, chia thành 6 vùng rạn ở vùng biển ven bờ.
Mục tiêu phát triển hệ thống ran nhân tạo ở Anh hướng đến mục tiêu: hát triển du lịch lặn biển; khôi phục môi trường sống các loài thủy sinh; phát triển sinh kế của cộng đồng ngư dân ven biển; giảm xung đột các hoạt động liên quan đến biển; và phát triển nguồn lợi thủy sản cho nghề cá thương mại. 

### Ấn Độ
Ấn Độ triển khai phát triển hệ thống rạn nhân tạo vào những năm 60 của thế kỷ XX. Sau 4 năm thực hiện, các nhà khoa học đã kết luận rằng: "so với các vùng lân cận, những khu vực thả rạn nhân tạo có mức đa dạng sinh học cao hơn 90,8%; năng suất đánh bắt cao hơn 70% đối với các loài cá, 60% cho động vật thân mềm, 87% cho các loại động vật không xương sống".

### Mỹ
Mỹ xây dựng rạn nhân tạo trên nhiều vùng biển nhằm mục đích: thu hút cá nhằm phát triển nghề cá giải trí, nghề cá thương mại, bảo tồn và phát triển đa dạng sinh học; xử lý chất thải trên đất liền (vật liệu sử dụng để làm rạn nhân tạo là các dạng rác thải lớn như bê tông, đá, gạch xây dựng, lốp xe, các loại ô tô, ca bin tàu lửa, các loại tàu biển…). Rạn nhận tạo đầu tiên được xây dựng ở Nam Carolina vào những năm 1980 bằng việc sử dụng các ngôi nhà cũ nát trên bờ; cũng thời điểm này, có trên 80% các bãi rạn nhân tạo ở Mỹ sử dụng các vật liệu cũ.
Các bãi rạn được xây dựng và bảo vệ trên cơ sở quản lý dựa vào cộng đồng. Đến năm 1970, các nhà khoa học ở Mỹ bắt đầu thiết kế và thử nghiệm các loại rạn với các loại vật liệu khác nhau nhằm tạo nơi sinh cư tốt nhất cho các loài sinh vật biển. Quá trình nghiên cứu và thực tiễn cho thấy: rạn được chế tạo bằng bê tông cho hiệu quả cao, độ ổn định và tuổi thọ cao, không ảnh hưởng xấu đến môi trường.

### Philippin
Philippine là một quốc gia đầu tư khá mạnh vào việc xây dựng rạn nhân tạo, bắt đầu tại Dumaguete năm 1977. Đến nay, quốc đảo này đã xây dựng và lắp đặt được gần 100.000 đơn vị rạn, chia thành 11 vùng với tổng số 40.000 km2. 
Về việc sử dụng rạn nhân tạo đã mang lại lợi ích từ nghề cá thương mại tăng lên 30%, từ nghề cá giải trí tăng lên 31,5%; sản lượng đánh bắt tăng 150 lần so với sản lượng ở các vùng rạn tự nhiên. 

### Đài Loan
Năm 1974, Đài Loan tiến hành xây dựng các khu rận nhân tạo. Chỉ sau 1 năm thiết lập, đã có thêm 24 loài thủy sản đến sinh sản ở khu vực rạn nhân tạo. Việc xây dựng rạn nhân tạo giúp tăng sản lượng đánh bắt tăng 1,6 - 2,7 lần và giảm 15% chi phí nhiên liệu so với trước khi xây dựng.

### Việt Nam
Ở Việt Nam, việc nghiên cứu sử dụng rạn nhân tạo đã được tiến hành. Đã có các công trình nghiên cứu ứng dụng giá thể rạn nhân tạo (bê tông cốt thép và nhựa PVC) để khôi phục rạn san hô tự nhiên và bảo vệ, tái tạo, phát triển nguồn lợi thủy sản.
Một số địa phương ở Việt Nam đã tiến hành xây dựng mô hình chà – rạn nhân tạo. Rạn được xây dựng bằng bê tông cốt thép theo tiêu chuẩn vữa mác M300; bè chà được làm từ thân tre, tàu lá dừa; dây chà và dây liên kết được làm từ dây Polypropylen và khóa xoay bằng Inox. 

## Vật liệu và kết cấu

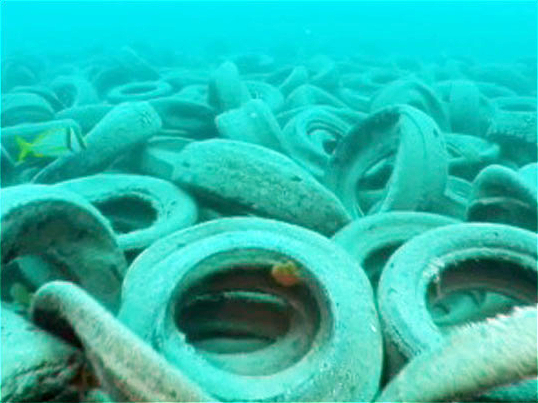
Một bãi rạn nhân tạo được làm bằng lốp xe ô tô

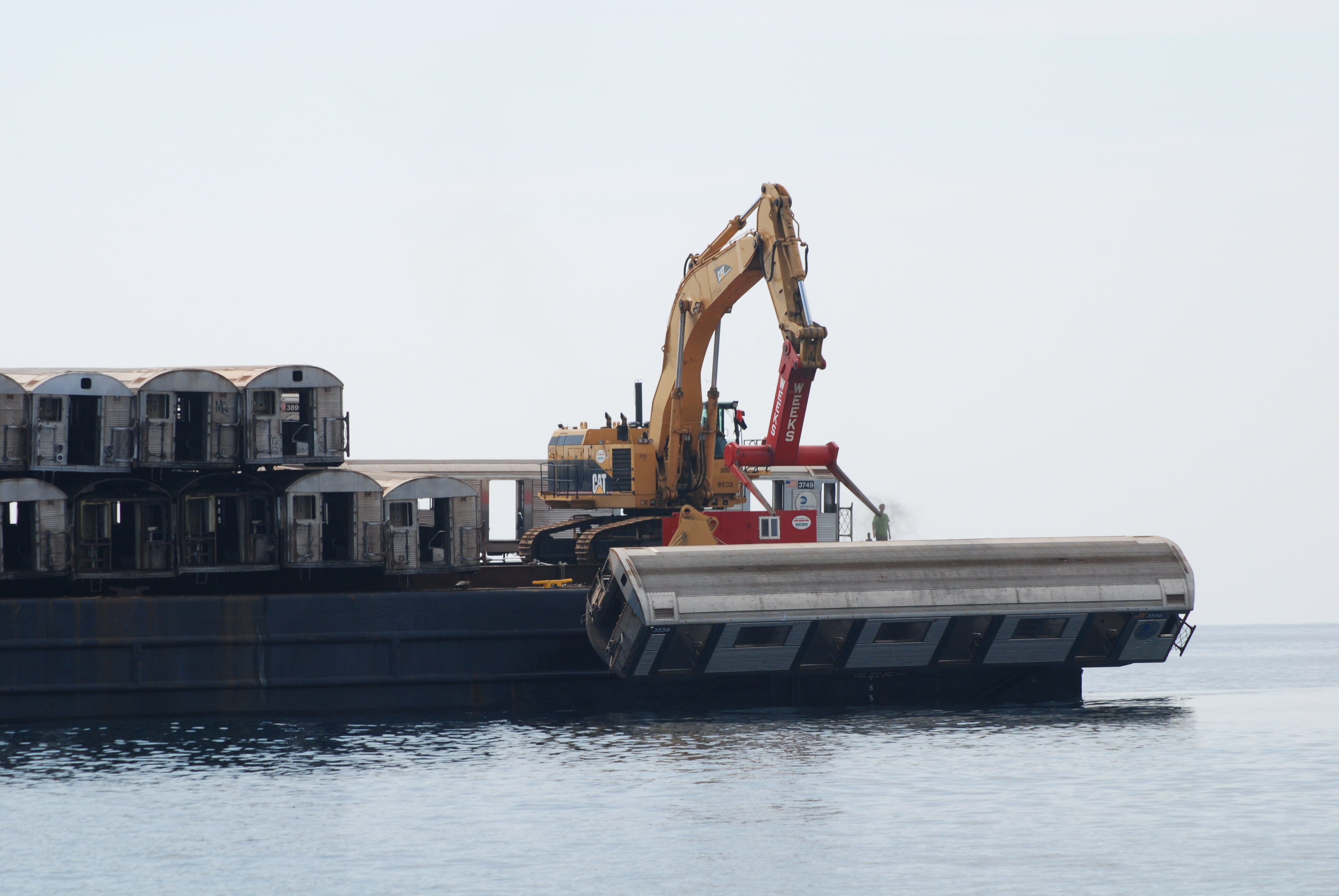
Một chiếc xe điện đã hỏng được sử dụng làm rạn nhân tạo

Có rất nhiều dạng vật liệu được dùng để cấu thành nên rạn nhân tạo. Đến nay, nhiều kiểu rạn nhân tạo với nhiều vật liệu khác nhau được sử dụng rộng rãi phù hợp với từng mục đích sử dụng như: thu hút nguồn lợi cá, giàn nuôi nhuyễn thể, hạn chế đánh bắt bằng lưới kéo, lưới rê khai thác vùng gần bờ, tạo nơi sinh cư mới cho tôm hùm, câu giải trí, lặn thể thao, tăng cường khả năng khai thác nguồn lợi, tăng năng xuất sinh học ở vùng cấm đánh bắt tại rạn nhân tạo, tăng cường khả năng khai thác nguồn lợi thay thế các rạn san hô bị phá hủy...
Các nhà khoa học đã tổng kết có 02 nhóm vật liệu chính được sử dụng để xây dựng rạn nhân tạo. Nhóm vật liệu tự nhiên gồm: tre cây, cành cây, lá dừa, đá rạn, đá tảng, dây thừng, gỗ,... được lắp đặt ở đại dương và vùng cửa sông phục vụ cho nghề cá thủ công, nghề cá thương mại và một số ít là nghề cá giải trí. Nhóm vật liệu nhân tạo gồm: bê tông, cao su, nhựa PVC, thép, bồn chứa nhiên liệu, tàu thuyền cũ và các khối bê tông cốt thép được chế tạo chuyên biệt lắp ở đại dương và biển khơi phục vụ cho nghề cá thương mại, khôi phục môi trường sống và tập trung các đàn cá đại dương phục vụ khai thác.
Các nhà khoa học chỉ ra rằng sử dụng rạn nhân tạo bằng bê tông đạt kết quả cao nhất, không tác động tiêu cực lên môi trường sống;  có độ bền lớn, dễ chế tạo và lắp đặt; kiến tạo được nhiều dạng hình thể, kích thước và khối lượng theo mong muốn; có khả năng thu hút các các loài thủy sinh cao.
Về kết cấu, các loại rạn có kết cấu phức tạp và đồ sộ có khả năng thu hút được nhiều loài sinh vật biển đến sinh sống; ngược lại, các loại rạn có kết cấu đơn điệu, độ che phủ nhỏ sẽ ít hấp dẫn các loài thủy sinh.
Việc lắp đặt rạn nhân tạo liên quan đến mật độ và số loài thủy sinh đến trú ngụ. Nếu lắp đặt rạn nhân tạo thành từng cụm, sẽ thu hút nhiều loài thủy sinh với mật độ cao hơn so với lắp đặt riêng lẻ. 